# Bom Repouso
Bom Repouso is een gemeente in de Braziliaanse deelstaat Minas Gerais. De gemeente telt 10.826 inwoners (schatting 2009).

## Aangrenzende gemeenten
De gemeente grenst aan Bueno Brandão, Cambuí, Estiva, Inconfidentes, Senador Amaral en Tocos do Moji.